# Federica Mogherini
Federica Mogherini (ur. 16 czerwca 1973 w Rzymie) – włoska polityk, działaczka partyjna i politolog, parlamentarzystka, w 2014 minister spraw zagranicznych w rządzie Mattea Renziego, w latach 2014–2019 wysoki przedstawiciel Unii do spraw zagranicznych i polityki bezpieczeństwa, rektor Kolegium Europejskiego.

## Życiorys
Od 1988 należała do młodzieżówki partii komunistycznej. Ukończyła studia z zakresu politologii na Uniwersytecie Rzymskim – La Sapienza i Université d’Aix-Marseille II. W 1994 uzyskała magisterium na podstawie pracy poświęconej islamowi. Była stypendystką German Marshall Fund.
Od 2001 była etatową działaczką partyjną Demokratów Lewicy i następnie współtworzonej przez to ugrupowanie Partii Demokratycznej. Od 2003 w departamencie spraw zagranicznych swojego ugrupowania odpowiadała za kwestie związane z Irakiem, Afganistanem i Bliskim Wschodem. W 2007 dołączyła do kierowniczych gremiów Partii Demokratycznej.
Do Izby Deputowanych po raz pierwszy została wybrana w wyniku wyborów w 2008. W parlamencie zajmowała się polityką unijną i zagraniczną. W 2009 została sekretarzem PD odpowiedzialnym za równouprawnienie. W 2013 uzyskała poselską reelekcję na XVII kadencję.
21 lutego 2014 kandydat na premiera Matteo Renzi ogłosił jej nominację na urząd ministra spraw zagranicznych. 30 sierpnia tego samego roku uzyskała nominację na wysokiego przedstawiciela Unii do spraw zagranicznych i polityki bezpieczeństwa. Rozpoczęła urzędowanie 1 listopada 2014, odchodząc dzień wcześniej z włoskiego rządu. W KE zasiadała w końca kadencji w 2019.
W 2020 objęła stanowisko rektora Kolegium Europejskiego.

## Życie prywatne
Jej ojcem był filmowiec Flavio Mogherini. Federica Mogherini jest mężatką, ma dwie córki. Mówi biegle w językach angielskim i francuskim.

## Odznaczenia
- Złoty Order za Zasługi (Słowenia, 2014)[7][8]